# Wander Pires
Wander Nunes Pires, mais conhecido como Wander Pires (Rio de Janeiro, 23 de dezembro de 1972) é um intérprete de samba-enredo brasileiro. Atualmente é intérprete da Unidos do Viradouro. É primo do músico Andrezinho do Molejo.

## Biografia
Considerado por muitos como um dos grandes intérpretes do carnaval, Wander Pires iniciou sua carreira na Mocidade em 1990, quando era apoio de Paulinho Mocidade. Quatro anos mais tarde, estreou como intérprete oficial da escola. Ainda no ano de 1994, fez sucesso no verão com a música "Celular", composta por Noca da Portela. Outro sucesso lançado pelo cantor foi "Eu Gosto Muito de Você". Em 1995, ganhou o Prêmio Sharp de sambista revelação.
Na Mocidade interpretou sambas grandiosos, sendo campeão em 1996 com "Criador e Criatura". Devido a problemas com alguns diretores da escola, se transferiu para o Salgueiro em 2000, após receber uma oferta para ganhar o dobro do que ganhava na Mocidade. Entretanto, não obteve sucesso por não ganhar o salário que achava justo. Em 2001, Wander é contratado pela União da Ilha, o convite feito por Jota Erre veio com muitos benefícios financeiros, incluindo apartamentos e carros o que lhe daria melhor condição de vida. No entanto, a escola acabou rebaixada e Wander Pires deixou a agremiação.
Em 2002, retornou à Mocidade, sendo contratado em seguida pela Grande Rio, escola que defendeu entre 2003 e 2005. Retorna pela segunda vez à Mocidade em 2006, quando a escola homenageou seu cinquentenário na avenida, dentro do enredo "A Vida Que Pedi a Deus", mas novamente deixou a escola após o carnaval, acertando seu retorno à tricolor de Duque de Caxias. Wander esteve novamente na Grande Rio em 2007 e 2008, porém neste ano, após chegar atrasado ao desfile por ter sofrido um acidente momentos antes, acabou sendo demitido no dia seguinte ao desfile.
Em 2009, Wander seria a voz principal do Império de Casa Verde no Carnaval de São Paulo, mas devido a uma quebra contratual da parte do cantor e a problemas com a diretoria, o negócio acabou desfeito. Ainda em 2009, Wander acertou seu novo retorno à Mocidade, mas saiu devido a divergências com a direção da escola após o carnaval. Ele ainda estreou no carnaval de Guaratinguetá, quando defendeu a Embaixada do Morro.
Em 2010, Wander acertou com a Viradouro. Mas saiu após o rebaixamento da escola devido à diretoria anterior não tê-lo pago, mas com a eleição de uma nova diretoria acabou retornando ao microfone oficial. Poucos meses depois, foi desligado por não corresponder as expectativas da escola. Nesse mesmo ano voltou a ser cantor da Cova da Onça, mas pela primeira vez ficou sem escola no carnaval carioca. Em 2011, defendeu a Restinga, de Porto Alegre e o Vai-Vai, sendo campeão em ambas. Foi também tricampeão na Embaixada do Morro de Guaratinguetá.
Em 2012, retorna ao carnaval carioca, agora como cantor da Porto da Pedra, além de continuar nas escolas Vai-Vai, Embaixada do Morro, Restinga e, nesse mesmo ano, como intérprete da Ilha do Marduque. Em 2013, Wander continua como cantor da Vai-Vai e Restinga e ainda nesse ano, quando ficaria mais um ano fora do Carnaval do Rio, Wander acertou com a Imperatriz, onde dividiu o microfone principal com Dominguinhos do Estácio. Após se desentender com o segundo intérprete, Wander solicitou a diretoria da escola que ficasse como único cantor. A escola atendeu o pedido. O cantor Dominguinhos acusou o cantor de causar enorme mal-estar com desentendimentos constantes durante os ensaios.
Em 2014, Wander continuou como cantor da Imperatriz, agora comandando sozinho o carro de som da agremiação, mas deixou o Vai-Vai devido ao conflito de agendas. Posterirmente, acertou com a Tatuapé. Após um desentendimento com o cantor Elymar Santos e tendo problemas com a voz durante a apresentação da escola na Sapucaí (o que, segundo a mídia especializada, se deveu ao fato de ter cantado anteriormente em São Paulo), Wander acabou sendo demitido da Imperatriz. Ainda em 2014, Wander passou por sérios problemas de saúde chegando a ser internado. O motivo seria inflamação no fígado. Em 2015, Wander Pires acertou com a Portela, após defender o samba-enredo campeão na disputa da azul e branco e continuando na Tatuapé, com o companheiro Vaguinho.
Em 2016, retornou ao Vai-Vai como intérprete oficial e foi um dos autores do samba-enredo da Mocidade, vencendo pela primeira vez na escola. Continuaria na Portela, mas foi dispensado pela direção da escola após a final de samba-enredo por supostamente não ter aceitado a entrada do cantor Gilsinho, seu desafeto. Posteriormente, acertou com a Estácio de Sá para ser um dos intérpretes oficiais, junto a Dominguinhos do Estácio e Leandro Santos. No entanto, Wander defende sozinho a agremiação no desfile oficial, novamente afastando Dominguinhos de seu posto.
Em 2017, retorna pela quinta vez como cantor oficial da Mocidade, além da continuação na Vai-Vai. Em seu retorno à Padre Miguel, conquista o título do carnaval carioca, que fora dividido com a Portela. Em 2018, após se desligar da escola do Bixiga mais uma vez, Wander fecha com a Unidos de Vila Maria.
Após o carnaval de 2022, Wander se desliga da Mocidade após 5 anos e acerta com a Paraíso do Tuiuti, onde conquista seu segundo prêmio Estandarte de Ouro, sendo eleito o melhor intérprete do Carnaval 2023. Deixa a escola de São Cristóvão após o desfile e é contratado pela Viradouro para substituir Zé Paulo Sierra, marcando seu retorno à escola de Niterói após 13 anos. Para ser exclusivo da agremiação, Wander se desliga da Unidos de Vila Maria em São Paulo. Pela escola de Niterói, Wander conquista o título do Carnaval 2024.

## Discografia
- 1994 - Wander Pires[21]
- 1994 - Os Melhores Sambas-Enredo (com Neguinho da Beija-Flor)[21]

## Títulos e estatísticas
| Primeira divisão | Campeonato | Ano                                | Vice | Ano        | Terceiro lugar | Ano                    |
| ---------------- | ---------- | ---------------------------------- | ---- | ---------- | -------------- | ---------------------- |
| Guaratinguetá    | 6          | 2001, 2002, 2003, 2008, 2009, 2011 | 1    | 2012       | 1              | 2020                   |
| Porto Alegre     | 2          | 2011, 2012                         | -    | -          | 1              | 2013                   |
| Rio de Janeiro   | 3          | 1996, 2017, 2024                   | 2    | 1997, 2007 | 4              | 2003, 2005, 2008, 2020 |
| São Paulo        | 1          | 2011                               | -    | -          | 2              | 2012, 2017             |
| Uruguaiana       | 2          | 2004, 2010                         | -    | -          | -              | -                      |

## Premiações
- Estandarte de Ouro

1. 1997 - Melhor intérprete (Mocidade) [22]
2. 2023 - Melhor intérprete (Paraíso do Tuiuti) [23]

- Gato de Prata

1. 2013 - Melhor intérprete (Imperatriz) [24][25]
2. 2024 - Melhor intérprete (Viradouro)[26]

- Plumas & Paetês Cultural

1. 2018 - Melhor intérprete (Mocidade) [27]

- Prêmio Destaques do Ano

1. 2021 - Personalidade [28]

- Prêmio SRzd

1. 2018 - Melhor intérprete (Mocidade) [29]

- S@mba-Net

1. 2023 - Melhor intérprete (Paraíso do Tuiuti) [30]